# 龚允冲
龚允冲（1957年7月—）江苏通州海晏人，中国人民解放军海军少将。

## 生平
1976年3月入伍。1990年初，南海舰队司令部参谋龚允冲主动递交赴南沙群岛守礁的申请书。从1990年到1996年，龚允冲守礁护礁80余次，行程3万余海里，曾经在南沙守备部队中创造了在守备部队任职时间最长、到南沙次数最多、累计守礁天数最多、一次守礁时间最长、出海执勤次数最多、航程最远、航行时间最长、获得资料最多、获奖等级最高等9项第一。龚允冲执行过60多次巡逻侦察任务，撰写论文40余篇，获全军侦察成果一等奖。1996年7月24日，中国共青团中央决定授予海军南沙巡防区参谋长龚允冲、南京军区上海警备区警备团八连班长公举东“全国新长征突击手”称号。1996年9月2日，龚允冲获评为第七届“中国十大杰出青年”。还曾获“海军青年标兵”、“海军十杰青年”、“全国新长征突击手”等称号。2009年获评为新中国成立60周年“十大海洋人物”。
后来，龚允冲升任南沙守备部队部队长。2006年9月，龚允冲离开了工作生活17年的南沙守备部队，调任南海舰队榆林保障基地副司令员。2012年，任中国人民解放军海军指挥学院副院长。2013年晋升海军少将。